# Carl Gabriel Mörner
Carl Gabriel Mörner af Morlanda, född 3 oktober 1737 i Sollentuna församling, Stockholms län, död 12 maj 1828 i Nyköping, Södermanlands län, var en svensk greve, hovmarskalk hos prinsessan Sofia Albertina.

## Biografi
Carl Gabriel Mörner föddes 1737 på Edsbergs slott i Sollentuna socken. Han var son till greve Adolf Mörner och friherrinnan Agneta Ribbing af Zernava. Mörner blev 24 oktober 1755 student vid Uppsala universitet, blev 10 mars 1758 auskultant vid Svea hovrätt och samma år blev han notarie vid Svea hovrätt. Han blev 1759 extra ordinarie kanslist i Justitierevisionsexpeditionen och blev 17 december 1759 kammarherre hos drottning Lovisa Ulrica. Mörner blev 17 november 1774 hovmarskalk hos prinsessan Sofia Albertina, med avsked därifrån 4 december 1781. Han utnämndes 19 december 1781 till riddare av Nordstjärneorden, 16 december 1801 ledamot nummer 302 av Kungliga Vetenskapsakademien och 28 januari 1815 till kommendör av Nordstjärneorden. Mörner avled 1828 i Nyköping.

### Egendom
Mörner ägde Esplunda i Ringaby socken, Björksund i Tystberga socken och Torönsborg i Sankt Anna socken.

### Familj
Mörner gifte sig 15 september 1772 på Torönsborg med friherrinnan Lovisa Ulrika Horn af Rantzien (1751–1823), dotter till hovmarskalken Gustaf Jakob Horn af Rantzien och grevinnan Eva Gyllenstierna av Björksund och Helgö. De fick tillsammans barnen statsrådet Adolf Göran Mörner (1773–1838), ryttmästaren Gustaf Stellan Mörner (1774–1829), Eva Christina Mörner (1779–1779), Eva Ulrika Mörner (1780–1796), överstelöjtnanten Nils Carl Mörner (1782–1829), Gabriel Hampus Mörner (1786–1786) och Christina Lovisa Mörner (1793–1796).